# اریک نئوف
اریک نئوف (فرانسوی: Éric Neuhoff‎); ۴ ژوئیهٔ ۱۹۵۶ – ) روزنامه‌نگار، رمان‌نویس، منتقد فیلم و فیلم‌نامه‌نویس اهل فرانسه است.
وی برنده جوایزی متعددی همچون جایزه بزرگ رمان فرهنگستان فرانسه شده‌است.